# Thomas Jefferson Jackson See
Thomas Jefferson Jackson (T. J. J.) See, (19 de febrero de 1866 — 4 de julio de 1962) fue un astrónomo estadounidense (nacido cerca de Montgomery City, Misuri), que recibió su doctorado en matemáticas en la Universidad de Berlín en 1892 después de un curso predoctoral de la Universidad de Misuri en 1889. Se especializó en el estudio de estrellas binarias, especialmente en la determinación de sus órbitas. 
See trabajó al principio en la Universidad de Chicago, como instructor bajo las órdenes de George Ellery Hale. Dejó Chicago en 1896 después de no conseguir un ascenso. A continuación trabajó en el Observatorio Lowell hasta que fue despedido en 1898 por su actitud arrogante con los empleados. La arrogancia y aires de superioridad le causaron problemas a lo largo de su carrera, tanto en las relaciones profesionales como en los resultados científicos erróneos resultantes de su falta de cuidado. Tras su despido de Lowell, pasó a formar parte del personal del Observatorio Naval de los Estados Unidos en 1898.
Fue en el Observatorio Naval donde parte de su trabajo previo, y su arrogancia, lo condujeron a su caída. Algunos años antes, en 1895, mientras estudiaba la bien conocida estrella binaria 70 Ophiuchi en la Universidad de Chicago (y de algunas observaciones anteriores que hizo en el Observatorio Leander McCormick de la Universidad de Virginia durante una visita en abril de 1895), See creyó que había encontrado una pequeña anomalía en el movimiento de una de las estrellas, lo que sugería que había un tercer objeto influyendo gravitacionalmente el movimiento de la estrella (Capt. W. S. Jacob había mencionado esta posibilidad en un estudio previo en 1855). Los resultados de See fueron publicados en el Astronomical Journal. En 1899, Forest R. Moulton analizó este sistema triple y demostró convincentemente que sería inestable, y por lo tanto bastante difícil que existiera realmente. (Moulton también señalaba que una órbita que no requería un compañero invisible ya había sido planteada por Eric Doolittle). See se ofendió ferozmente y escribió una carta insultante al Astronomical Journal. Se publicó una versión editada y se le prohibió publicar en el Astronomical Journal de ahí en adelante. See se encontró cada vez más enfrentado con otros astrónomos, y finalmente sufrió una crisis nerviosa en 1902. Pasó un semestre enseñando en la Academia Naval de los Estados Unidos, pero luego fue trasferido a un astillero naval en la isla de Mare, California a cargo de la estación horaria, hasta que se retiró en 1930.
En 1910 publicó un trabajo de más de 700 páginas titulado "Researches on the Evolution of the Stellar Systems, Vol. II, The Capture Theory of Cosmical Evolution." En este trabajo describe su tarea como "barrer las doctrinas erróneas hasta ahora presentes, como lo haría con el polvo y las telarañas de generaciones...". En 1913 William Larkin Webb publicó "Brief Biography and Popular Account of the Unparalleled Discoveries of T. J. J. See". Webb era un editor de periódicos y astrónomo amateur y admirador de su paisano de Misuri See. Este libro, que muchos consideraban escrito por el propio See, prácticamente destruyó cualquier resto de credibilidad que le quedara en la comunidad astronómica. The Nation publicó una crítica del libro que se reía de la extraordinaria hipérbole:

«El infante See, nos cuentan, vio la luz por primera vez en el 393 aniversario del nacimiento de Copérnico, ...[y] demostró ser "un filósofo natural de pies a cabeza" especulando sobre el origen del Sol, la Luna y las estrellas a la tierna edad de dos años, tanto como para soñar que crecería para ser un niño con "métodos metódicos", y que algún día se convertiría en "el mayor astrónomo del mundo".»

See pasó los años en isla de Mare buscando fama como el descubridor de las leyes de la naturaleza, publicando una serie sobre el origen del sistema solar, el tamaño de la Vía Láctea y la causa de las manchas solares y los terremotos. También escribió una serie de artículos sobre el Aether, que al final se quedó en casi 300 páginas, y sirvió como marco para su teoría del todo. Todas las fuerzas viajaban como ondas por su Éter. Calculó que la probabilidad de que su teoría de ondas fuera correcta era de infinito elevado a 200 contra 1.
También se enzarzó en ataques vitriólicos contra Einstein y su teoría de la relatividad, que Einstein simplemente ignoró. Mientras que See todavía atraía la atención del público, a estas alturas ya era ignorado por la comunidad científica. 
Las numerosas publicaciones de See se conservan en la colección de la Biblioteca del Congreso de los Estados Unidos.